# Hamburger Sport-Verein
L'Hamburger Sport-Verein (en catala: Entitat esportiva d'Hamburg), també conegut com a HSV, és l'entitat esportiva més famosa de la ciutat d'Hamburg, Alemanya. Amb 61.234 socis (l'1 de maig de 2009) en 32 seccions diferents, l'HSV és el tercer club esportiu d'Alemanya en nombre de socis després del FC Bayern de Múnic i del FC Schalke 04. Els seus colors oficials són blau, blanc i negre.
L'HSV és sobretot conegut per la seva secció de futbol. El primer equip masculí juga a la Bundesliga i hi ha participat durant cada temporada des de la fundació de la Bundesliga el 1963 – és per això que l'HSV és conegut com el "Dino" (dinosaure).
A nivell nacional, l'Hamburger SV ha estat sis vegades campió d'Alemanya, tres vegades guanyador de la copa alemanya (DFB-Pokal) i dues vegades campió de la Copa de la lliga d'Alemanya (DFL-Ligapokal). Pel que fa a triomfs internacionals, l'HSV va guanyar la Recopa d'Europa el 1977 i la Copa d'Europa el 1983. L'estadi dels partits com a local és l'HSH Nordbank Arena situat al barri hamburguès de Bahrenfeld. El primer equip femení de futbol juga a la Bundesliga des de l'últim ascens el 2003.
L'HSV té també, entre d'altres, seccions d'atletisme, bàdminton, basquetbol, beisbol, bitlles, boxa, criquet, gimnàstica, golf, handbol, hoquei, hoquei sobre gel, karate, natació, rugbi, tennis, voleibol i també esports en cadira de rodes.

## Història

### Fundació
L'Hamburger SV mateix qualifica oficialment el 29 de setembre de 1887 de la seva data de fundació, però la fundació fàctica de l'HSV va tenir lloc només el 2 de juny de 1919. Aquest dia es produïa la fusió de les tres entitats SC Germania von 1887, Hamburger FC 1888 (el qual va ser anomenat Hamburger SV 1888 des del 26 de febrer de 1914) i FC Falke 1906 que venia del barri d'Eppendorf.
El SC Germania von 1887 va ser fundat el 29 de setembre de 1887, quan el Hohenfelder SC i el Wandsbek-Marienthaler SC es van unir. Les dues entitats es van ser fundats l'any 1884 i eren clubs d'atletisme exclusius. Al SC Germania es jugava futbol només des de 1891. El 1896 l'associació va guanyar el primer campionat d'Hamburg-Altona. Seguien quatre títols més. El 1904 el SC Germania participava en la ronda final del Campionat Alemany i va ser eliminat en la semifinal per la Britannia 92 Berlin. L'any 1917 el SC Germania amb el SV Uhlenhorst-Hertha von 1911 va formar una unió de guerra. Un any més tard va produir una unió de guerra amb el SC Concordia von 1907.
La segona entitat de fundació era l'Hamburger FC von 1888 que va ser fundat l'1 de juny de 1888 per uns alumnes de l'institut Wilhelm-Gymnasium. Entre 1895 i 1898 es va unir el FC Victoria 95 amb lHFC com una departament de joventut. LHamburger FC va canviar el seu nom el 3 de febrer de 1914 en Hamburger Sportverein 1888 (entitat esportiva hamburguesa de 1888) abans que s'ajuntés amb el SC Victoria el 27 de juliol de 1918 en la unió de guerra Victoria-Hamburg 88. La unió tenia èxit i va esdevenir tant el campió hamburguès com també el campió del Nord d'Alemanya el 1919.
La tercera entitat de fundació era el FC Falke 06 que va ser fundat el 5 de març de 1906 per alumnes de l'escola secundària preuniversitària superior en Eppendorf. El FC Falke 06 no podia aconseguir èxits notables i jugava normalment en lligues inferiors. El 12 de maig de 1919 el FC Falke 06 es va adherir a lHamburger Sportverein 1888 que es va anomenar Hamburger SV von 1888 a partir d'ara. El 2 de juny de 1919 seguia finalment el SC Germania von 1887 i lHamburger SV von 1888 va esdevenir Hamburger Sport-Verein e.V. (Hamburg 88-Germania-Falke), que va ser inscrit al registre d'associació del jutjat el 12 de juliol de 1919.
Els colors de la Lliga Hanseàtica, vermell i blanc, van ser designats com als colors de l'entitat en honor de la ciutat d'Hamburg. Es fa servir els colors del SC Germania, blau i negre, en el blasó de la nova entitat en honor en aquesta entitat. El rombe és un símbol assidu dels mercants hamburgueses de navegació.

### Trajectòria
Les seves dues millors èpoques les va viure als anys vint, on guanyà tres títols de lliga alemanys, i als anys 70-80, on a més de diversos títols locals va guanyar una Copa d'Europa i una Recopa.
Disputa els seus partits a la HSH Nordbank Arena, un estadi construït l'any 2000 i amb capacitat per a més de cinquanta mil espectadors. Es va construir sobre les ruïnes de l'antic Volksparkstadion. El seu uniforme oficial és samarreta blanca, pantaló vermell i mitges blaves.

## Palmarès
- 1 Copa d'Europa de futbol
  - 1982-83.
- 1 Recopa d'Europa de futbol
  - 1976-77.
- 2 Copa Intertoto
  - 2005, 2007.
- 7 Lliga alemanya de futbol
  - 1922, 1923, 1928, 1960, 1979, 1982, 1983.
- 3 Copa alemanya de futbol
  - 1963, 1976, 1987.
- 2 Copa de la Lliga alemanya de futbol
  - 1973, 2003.

## Futbolistes

### Plantilla 2024-25
A 3 febrer 2025 
| N. | Pos. | Nac. | Jugador                                  |
| -- | ---- | --- | ---------------------------------------- |
| 1  | POR  | [[Fitxer:Flag of Portugal.svg\|23x15px\|border \|alt=Portugal\|link=Selecció de futbol de Portugal\|{{#if:\|]]                                       | Daniel Heuer Fernandes                   |
| 2  | DEF  | [[Fitxer:Flag of France (1794–1815, 1830–1974).svg\|23x15px\|border \|alt=França\|link=Selecció de futbol de França\|{{#if:\|]]                      | William Mikelbrencis                     |
| 4  | DEF  | [[Fitxer:Flag of Germany.svg\|23x15px\|border \|alt=Alemanya\|link=Selecció de futbol d'Alemanya\|{{#if:\|]]                                         | Sebastian Schonlau (capità)              |
| 5  | DEF  | [[Fitxer:Flag of Bosnia and Herzegovina.svg\|23x15px\|border \|alt=Bòsnia i Hercegovina\|link=Selecció de futbol de Bòsnia i Hercegovina\|{{#if:\|]] | Dennis Hadžikadunić (cedit pel Rostov)   |
| 6  | MIG  | [[Fitxer:Flag of Poland.svg\|23x15px\|border \|alt=Polònia\|link=Selecció de futbol de Polònia\|{{#if:\|]]                                           | Łukasz Poręba                            |
| 7  | DAV  | [[Fitxer:Flag of France (1794–1815, 1830–1974).svg\|23x15px\|border \|alt=França\|link=Selecció de futbol de França\|{{#if:\|]]                      | Jean-Luc Dompé                           |
| 8  | MIG  | [[Fitxer:Flag of Libya.svg\|23x15px\|border \|alt=Líbia\|link=Selecció de futbol de Líbia\|{{#if:\|]]                                                | Daniel Elfadli                           |
| 9  | DAV  | [[Fitxer:Flag of Germany.svg\|23x15px\|border \|alt=Alemanya\|link=Selecció de futbol d'Alemanya\|{{#if:\|]]                                         | Robert Glatzel                           |
| 10 | MIG  | [[Fitxer:Flag of Suriname.svg\|23x15px\|border \|alt=Surinam\|link=Selecció de futbol de Surinam\|{{#if:\|]]                                         | Immanuel Pherai                          |
| 11 | DAV  | [[Fitxer:Flag of Ghana.svg\|23x15px\|border \|alt=Ghana\|link=Selecció de futbol de Ghana\|{{#if:\|]]                                                | Ransford-Yeboah Königsdörffer            |
| 12 | POR  | [[Fitxer:Flag of Germany.svg\|23x15px\|border \|alt=Alemanya\|link=Selecció de futbol d'Alemanya\|{{#if:\|]]                                         | Tom Mickel                               |
| 14 | MIG  | [[Fitxer:Flag of the Netherlands.svg\|23x15px\|border \|alt=Països Baixos\|link=Selecció de futbol dels Països Baixos\|{{#if:\|]]                    | Ludovit Reis                             |
| 16 | DAV  | [[Fitxer:Flag of Scotland.svg\|23x15px\|border \|alt=Escòcia\|link=Selecció de futbol d'Escòcia\|{{#if:\|]]                                          | Adedire Mebude (cedit pel Westerlo)      |
| 17 | MIG  | [[Fitxer:Flag of the Czech Republic.svg\|23x15px\|border \|alt=República Txeca\|link=Selecció de futbol de la República Txeca\|{{#if:\|]]            | Adam Karabec (cedit per l'Sparta Prague) |
| 18 | MIG  | [[Fitxer:Flag of The Gambia.svg\|23x15px\|border \|alt=Gàmbia\|link=Selecció de futbol de Gàmbia\|{{#if:\|]]                                         | Bakery Jatta                             |
| 19 | POR  | [[Fitxer:Flag of Germany.svg\|23x15px\|border \|alt=Alemanya\|link=Selecció de futbol d'Alemanya\|{{#if:\|]]                                         | Matheo Raab                              |

| N. | Pos. | Nac. | Jugador                            |
| -- | ---- | --- | ---------------------------------- |
| 20 | DAV  | [[Fitxer:Flag of Germany.svg\|23x15px\|border \|alt=Alemanya\|link=Selecció de futbol d'Alemanya\|{{#if:\|]]                    | Marco Richter (cedit pel Mainz 05) |
| 21 | MIG  | [[Fitxer:Flag of Germany.svg\|23x15px\|border \|alt=Alemanya\|link=Selecció de futbol d'Alemanya\|{{#if:\|]]                    | Levin Öztunalı                     |
| 22 | DEF  | [[Fitxer:Flag of France (1794–1815, 1830–1974).svg\|23x15px\|border \|alt=França\|link=Selecció de futbol de França\|{{#if:\|]] | Aboubaka Soumahoro                 |
| 23 | MIG  | [[Fitxer:Flag of Germany.svg\|23x15px\|border \|alt=Alemanya\|link=Selecció de futbol d'Alemanya\|{{#if:\|]]                    | Jonas Meffert                      |
| 27 | DAV  | [[Fitxer:Flag of Germany.svg\|23x15px\|border \|alt=Alemanya\|link=Selecció de futbol d'Alemanya\|{{#if:\|]]                    | Davie Selke                        |
| 28 | DEF  | [[Fitxer:Flag of Switzerland.svg\|23x16px\|border \|alt=Suïssa\|link=Selecció de futbol de Suïssa\|{{#if:\|]]                   | Miro Muheim                        |
| 29 | DAV  | [[Fitxer:Flag of Kosovo.svg\|23x15px\|border \|alt=Kosovo\|link=Selecció de futbol de Kosovo\|{{#if:\|]]                        | Emir Sahiti                        |
| 30 | DEF  | [[Fitxer:Flag of Switzerland.svg\|23x16px\|border \|alt=Suïssa\|link=Selecció de futbol de Suïssa\|{{#if:\|]]                   | Silvan Hefti                       |
| 33 | DEF  | [[Fitxer:Flag of Germany.svg\|23x15px\|border \|alt=Alemanya\|link=Selecció de futbol d'Alemanya\|{{#if:\|]]                    | Noah Katterbach                    |
| 37 | DEF  | [[Fitxer:Flag of Kosovo.svg\|23x15px\|border \|alt=Kosovo\|link=Selecció de futbol de Kosovo\|{{#if:\|]]                        | Valon Zumberi                      |
| 38 | DAV  | [[Fitxer:Flag of Norway.svg\|23x15px\|border \|alt=Noruega\|link=Selecció de futbol de Noruega\|{{#if:\|]]                      | Alexander Røssing-Lelesiit         |
| 40 | POR  | [[Fitxer:Flag of Germany.svg\|23x15px\|border \|alt=Alemanya\|link=Selecció de futbol d'Alemanya\|{{#if:\|]]                    | Hannes Hermann                     |
| 45 | DAV  | [[Fitxer:Flag of Portugal.svg\|23x15px\|border \|alt=Portugal\|link=Selecció de futbol de Portugal\|{{#if:\|]]                  | Fabio Baldé                        |
| 47 | DEF  | [[Fitxer:Flag of Germany.svg\|23x15px\|border \|alt=Alemanya\|link=Selecció de futbol d'Alemanya\|{{#if:\|]]                    | Nicolas Oliveira                   |
| 48 | MIG  | [[Fitxer:Flag of Germany.svg\|23x15px\|border \|alt=Alemanya\|link=Selecció de futbol d'Alemanya\|{{#if:\|]]                    | Bilal Yalcinkaya                   |
| 49 | DAV  | [[Fitxer:Flag of Germany.svg\|23x15px\|border \|alt=Alemanya\|link=Selecció de futbol d'Alemanya\|{{#if:\|]]                    | Otto Stange                        |

## Jugadors històrics destacats

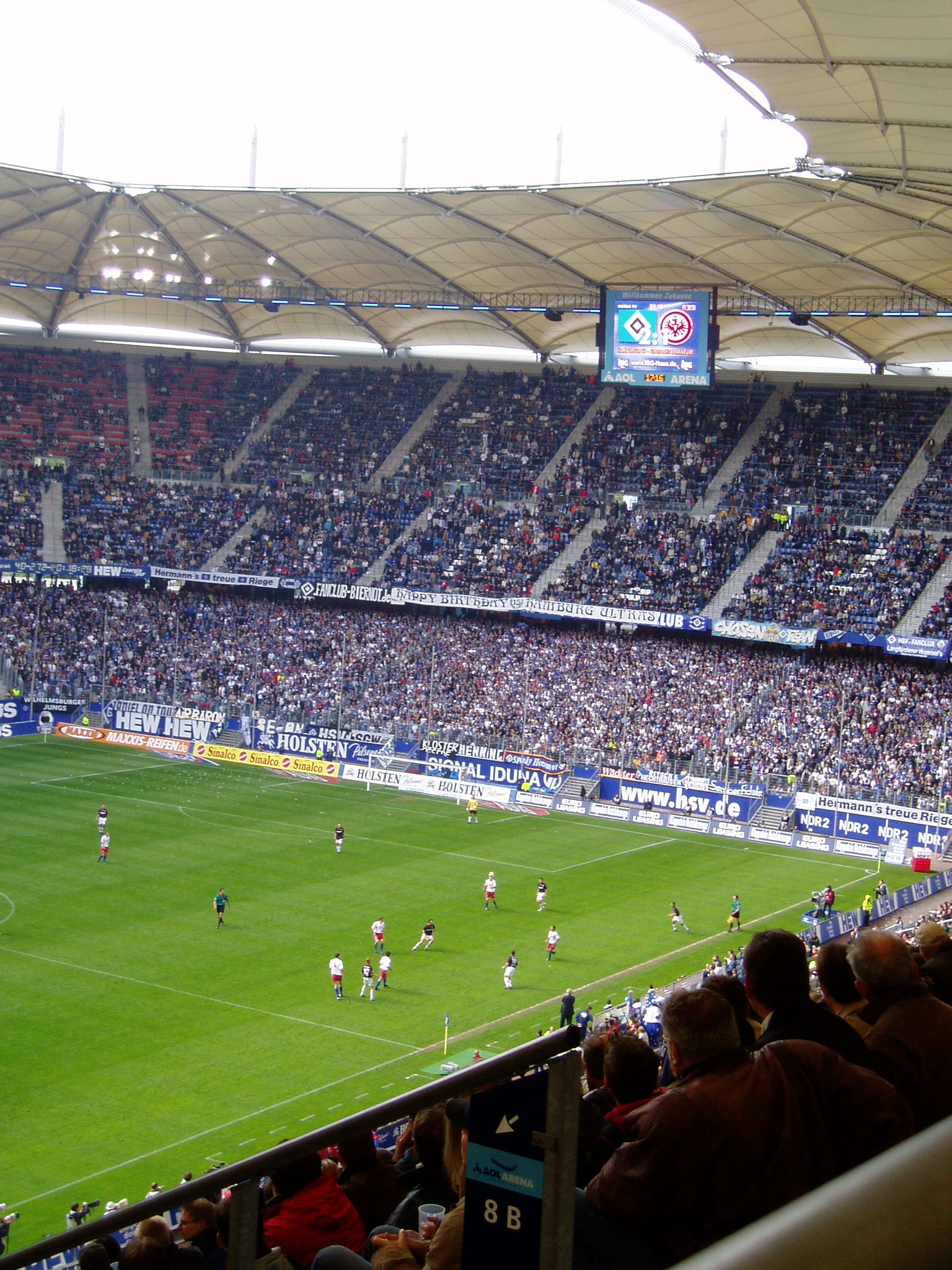
Partit de l'Hamburg a l'HSH Nordbank Arena

- Otto Harder ("Tull")
- Josef Posipal ("Jupp")
- Klaus Stürmer
- Uwe Seeler
- Willi Schulz
- Charly Dörfel
- Franz Beckenbauer
- Georg Volkert
- Peter Nogly
- Horst Blankenburg
- Willi Reimann
- Joseph Kevin Keegan
- Horst Hrubesch
- Rudi Kargus
- Manfred Kaltz
- Wolfgang Felix Magath
- Ditmar Jakobs
- Uli Stein
- Lars Bastrup
- Thomas von Heesen
- Thomas Doll
- Anthony Yeboah
- Harald Spörl
- Richard Golz
- Rodolfo Esteban Cardoso
- Bernd Hollerbach
- Jörg Albertz
- Thomas Gravesen
- Sergej Barbarez
- Karsten Bäron
- Mehdi Mahdavikia
- Daniel van Buyten
- Emile Lokonda Mpenza
- Benjamin Lauth
- Rafael van der Vaart

## Entrenadors
- Martin Wilke 1963-1964
- Georg Gawliczek 1964-1966
- Josef Schneider 1966-1967
- Kurt Koch 1967-1969
- Georg Knöpfle 1969-1970
- Klaus-Dieter Ochs 1970-1973
- Kuno Klötzer 1973-1977
- Rudi Gutendorf 1977-1977
- Arkoc Özcan 1977-1978
- Branko Zebec 1978-1980
- Aleksandar Ristić 1981-1981
- Ernst Happel 1981-1987
- Josip Skoblar 1987-1987
- Willi Reimann 1987-1990
- Gerd-Volker Schock 1990-1992
- Egon Coordes 1992-1992
- Benno Möhlmann 1992-1995
- Felix Magath 1995-1997
- Ralf Schehr 1997-1997
- Frank Pagelsdorf 1997-2001
- Holger Hieronymus 2001-2001
- Kurt Jara 2001-2003
- Klaus Toppmöller 2003-2004
- Thomas Doll 2004-2007
- Huub Stevens 2007-2008
- Martin Jol 2008-2009
- Bruno Labbadia 2009-2010
- Ricardo Moniz 2010-2010
- Armin Veh 2010-2011
- Michael Oenning des de 2011